# Hans Wikne
Hans Wikne (Flen, Suècia 1914 - Kolbäck 1996) fou un genet suec, conegut per encendre el peveter olímpic en les proves hípiques realitzades a Estocolm dels Jocs Olímpics d'Estiu de 1956.

## Biografia
Va néixer l'11 de setembre de 1914 a la ciutat de Flen, població situada al comtat de Södermanland.
Va morir el 17 d'octubre de 1996 a la ciutat de Kolbäck, població situada al comtat de Västmanland.

## Carrera esportiva
Especialista en les proves eqüestres de doma, fou l'encarregat de realitzar l'encesa del peveter en les proves hípiques realitzades a la ciutat d'Estocolm (Suècia) durant els Jocs Olímpics d'Estiu de 1956. Aquests Jocs es realitzaren a la ciutat de Melbourne (Austràlia), si bé les proves eqüestres es realitzaren a Estocolm a causa de les restrictives lleis de quarantena imposades pel govern australià. L'atleta Ron Clarke fou l'encarregat, així mateix, de realitzar l'encesa del peveter a Melbourne.
Posteriorment participà en els Jocs Olímpics d'Estiu de 1964 realitzats a Tòquio (Japó), on finalitzà cinquè en la prova de doma per equips, aconseguint així un diploma olímpic, i onzè en la prova de doma individual.
L'any 1981 va rebre el títol de Major de la Casa Reial de Suècia.